# Хагельштадт
Хагельштадт (нем. Hagelstadt) — община в Германии, в земле Бавария. Подчиняется административному округу Верхний Пфальц. Входит в состав района Регенсбург.
Община подразделяется на 5 сельских округов.
По данным на 31 декабря 2015 года:
- территория — 2073,07 га;
- население — 1967 чел.;
- плотность населения — 94,88 чел./км²;
- землеобеспеченность с учётом внутренних вод — 10 539,25 м²/чел.

До 1 января 1994 года община входила в состав административного сообщества Альтеглофсхайм.

## Население
По оценке на 31 декабря 2015 года население общины Хагельштадт составляет 1967 чел. 

| Дата      | 1840 | 1871 | 1900 | 1925 | 1939 | 1950 | 1961 | 1970 | 1987 | 2011 |
| --------- | ---- | ---- | ---- | ---- | ---- | ---- | ---- | ---- | ---- | ---- |
| Население | 692  | 982  | 1086 | 1304 | 1285 | 1951 | 1583 | 1530 | 1727 | 1973 |

| Год       | 1960 | 1970 | 1980 | 1990 | 2000 | 2009 | 2010 | 2011 | 2012 | 2013 | 2014 | 2015 |
| --------- | ---- | ---- | ---- | ---- | ---- | ---- | ---- | ---- | ---- | ---- | ---- | ---- |
| Население | 1576 | 1518 | 1633 | 1795 | 1819 | 1985 | 1994 | 1989 | 1979 | 1988 | 1980 | 1967 |